# كانديس (اسم)
كانديس (بالإنجليزية: Candice)‏ هو اسم علم شخصي مؤنث، وهو اسم من أصل عبري كان يطلق على ملكات الحبشة يعتبر من أكثر الأسماء الشعبية عند الإناث في الدول الغربية، وقد كان ضمن أكثر 100 اسم شعبية في الولايات المتحدة في عقد 1980.

## الشخصيات
- كانديس كينغ ممثلة أمريكية
- كانديس كاميرون بور ممثلة وعارضة أزياء أمريكية
- كانديس سوانبول عارضة أزياء جنوب أفريقية
- كانديس بوشير عارضة أزياء جنوب أفريقية
- كانديس بيرت عالمة أعصاب أمريكية
- كانديس بيرغن ممثلة وعارضة أزياء أمريكية
- كانديس باتون ممثلة أمريكية
- كانديس بوشنيل صحفية وروائية أمريكية
- كانداس أوينز مذيعة وصحفية أمريكية
- كانديس بينتو عارضة أزياء وملكة جمال هندية
- كانديس بيلي ممثلة أمريكية
- كانديس بريفوست لاعبة كرة قدم فرنسية
- كانديس بيرغن سياسية أمريكية
- كانديس دوبري لاعبة كرة سلة أمريكية
- كانديس ديدييه متزلجة جليد فرنسية
- كانديس دالي ممثلة أمريكية
- كانديس غلوفر مغنية أمريكية
- كانديس مككلور ممثلة كندية جنوب أفريقية
- كانديس ميشيل مصارعة محترفة وعارضة أزياء وممثلة أمريكية
- كانديس نايت مغنية أمريكية
- كانداس باركر لاعبة كرة سلة أمريكية
- كانديس هوفين عارضة أزياء أمريكية
- كانديس هايلبراند ممثلة ومغنية جنوب أفريقية
- كانديس ويغينز لاعبة كرة سلة أمريكية
- كانديس يو ممثلة صينية
- كانداس هيل عداءة أمريكية
- كانداس هاتسون ممثلة أمريكية
- كانداس سميث عارضة أزياء وملكة جمال ومحامية أمريكية
- كانداس شابمان لاعبة كرة قدم كندية
- كانداس هاتسون ممثلة أمريكية